# Luciano Pereyra
Luciano Ariel Pereyra (Luján, 21 de septiembre de 1981) es un cantante y compositor argentino.

## Biografía
Luciano Pereyra nació el 21 de septiembre de 1981 en Luján, Provincia de Buenos Aires. Su primer contacto con la música fue en 1984 a los 3 años, cuando tarareó una canción que había aprendido en la radio. Ese mismo año, recibió una guitarra para Navidad. Al año siguiente, en 1985, concursó en un programa de televisión del antiguo ATC.
En 1990, a los 9 años, participó en Festilindo, un programa infantil donde surgieron muchos de los actuales actores y cantantes reconocidos a nivel nacional y en el que Luciano fue finalista. A la misma edad cantó en el programa de Xuxa el tema de León Gieco Sólo le pido a Dios, el mismo que diez años después (2000) le daría reconocimiento internacional tras cantarlo frente al Papa San Juan Pablo II en la Ciudad del Vaticano, representando a Latinoamérica en el festejo del jubileo.

## Carrera musical

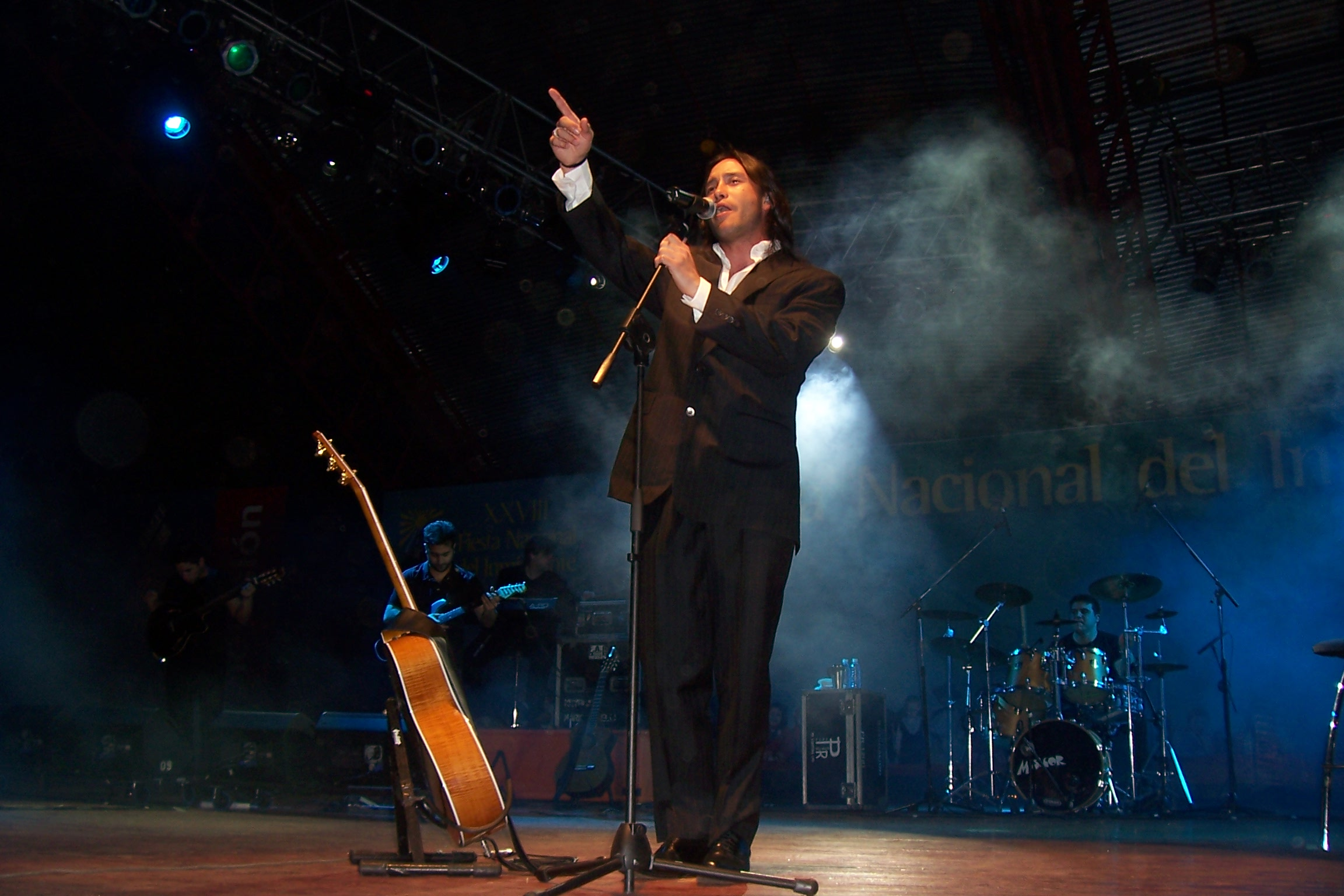
Luciano Pereyra en la 28º edición de la Fiesta Nacional del Inmigrante en Oberá, provincia de Misiones, Argentina.

En 1998 grabó su primer disco Amaneciendo, 13 temas entre los que mezcla sonidos de zamba, carnavalito, vals, chacareras y baladas. Su primer hit se llamó Soy un inconsciente, gracias a este sencillo, Luciano vendió 260.000 placas y fue acreedor de cuádruple platino. En 1999 decidió conquistar al público en Buenos Aires presentándose en el Teatro Opera.
En marzo de 2000, editó su segundo disco: Recordándote, al igual que Amaneciendo, incluyendo la canción Sólo le pido a Dios y temas compuestos por él mismo. El disco permaneció durante tres semanas consecutivas en el primer puesto del ranking nacional.
En 2001, fue elegido para cantar el Himno Nacional Argentino durante el partido homenaje de despedida a Diego Maradona.
Hizo duetos con artistas como Rodrigo Bueno, Soledad Pastorutti, Mercedes Sosa y Alejandro Lerner.
En junio de 2002 salió su tercer CD titulado Soy tuyo, orientándose hacia el bolero y el tango. Hizo una gira por Sudamérica y se presentó 6 noches en el Teatro Gran Rex.
En 2003 participó en la película Tus ojos brillaban. En 2004, colaboró en la comedia Los Pensionados. El 22 de junio de ese año edita Luciano, con temas compuestos por él mismo, como Perdóname. Este disco estuvo dirigido hacia el género pop. Este material contiene un dúo con la cantante mexicana Myriam Montemayor con el tema Inevitable que también fue incluido en el disco homónimo de dicha cantante.
En abril de 2006 salió al mercado Dispuesto a amarte, el quinto álbum musical de su carrera artística, con el tema Porque aún te amo como primer corte de difusión. Otro look y otro sonido llevan a pensar que Luciano emprende un viaje cuya intención es transitar definitivamente por los carriles de cantante pop latino.
En noviembre de 2008 estrenó su corte de difusión, «No puedo», con letra y música del propio Luciano, con el correspondiente video, con la participación especial de la modelo Florencia Torrente.
En 2010, luego de haber sufrido una operación de esófago, lanzó el álbum, Volverte a ver. El corte de difusión fue El vestido rojo, acompañado de un videoclip en el cual participaron la modelo Sofía Zámolo y el actor Osvaldo Laport. 
El 6 de marzo de 2012, estrenó su álbum Con Alma de Pueblo, con el cual retoma las raíces folclóricas. Entre canciones de su autoría también se destacan composiciones del repertorio popular como Zamba para olvidar, Memorias de una vieja canción y Mis noches sin ti, además contó con la colaboración de Horacio Guarany, Peteco Carabajal y Chango Spasiuk.
El 24 de marzo de 2015 se estrenó el sencillo Seré, incluida en la banda sonora de la telenovela Esperanza mía, emitida por El Trece y protagonizada por Lali Espósito y Mariano Martínez. El disco que incluía esta canción fue presentado en diversas ciudades, como Rosario, donde un niño subió al escenario e interpretó un fragmento del single. Ese mismo año, junto con el brasileño Sam Alves, la chilena D-Niss, la mexicana Dulce María y los colombianos Cali y El Dandee cantaron la canción oficial de Claro, Pon el alma en el juego, para la Copa América 2015.
En 2019 participa del Festival Únicos en el Teatro Real de Madrid cantando a dúo con la cantante Pastora Soler.
En febrero de 2020 participó como jurado del LXI Festival Internacional de la Canción de Viña del Mar, compartiendo rol con Denise Rosenthal, Pedro Capó, Karen Doggenweiler, entre otros. El tercer día del certamen, participa del homenaje a Camilo Sesto, cantando algunas de sus canciones con Denise Rosenthal y Jordan.
En septiembre y octubre de 2022, luego de una gira internacional, se presentará con su tour "De hoy en adelante" en el estadio Luna Park.

## Su primer DVD
El 13 y 21 de marzo de 2009, realizó sus presentaciones en el Stadium Luna Park, con localidades totalmente agotadas, agregando también una función más el día 24 de mayo de 2009 repasando los mejores éxitos de sus ya 10 años de carrera, fueron dos shows especiales, ya que a mediados de 2009, salió a la venta su primer DVD oficial celebrando esa gira que se titula Festejando 10 años junto a vos.

## Discografía
| Año  | Álbum              |
| ---- | ------------------ |
| 1998 | Amaneciendo        |
| 2000 | Recordándote       |
| 2002 | Soy tuyo           |
| 2004 | Luciano            |
| 2006 | Dispuesto a amarte |
| 2010 | Volverte a ver     |
| 2012 | Con alma de pueblo |
| 2015 | Tu mano            |
| 2017 | La vida al viento  |
| 2022 | De hoy en adelante |
| 2023 | Hasta el alma      |
| 2025 | TBA                |

### En vivo
| Año  | Show                                  |
| ---- | ------------------------------------- |
| 2009 | 10 años junto a vos CD + DVD          |
| 2016 | Tu mano en vivo                       |
| 2018 | #20 años al viento                    |
| 2019 | Romántico en el Teatro Colón          |
| 2020 | En Buenos Aires desde el Teatro Ópera |

## Televisión
| Año  | Programa                                                 | Rol                | Canal                             | Notas                  |
| ---- | -------------------------------------------------------- | ------------------ | --------------------------------- | ---------------------- |
| 2004 | Los pensionados                                          | Fernando Gutiérrez | El Trece                          | Actor de reparto       |
| 2015 | Esperanza mía                                            | Padre Joaquín      | El Trece                          | Participación especial |
| 2018 | El host                                                  | El mismo           | FOX                               | Participación especial |
| 2020 | LXI Festival Internacional de la Canción de Viña del Mar | Jurado             | TVN Canal 13 Fox Channel Fox Life |                        |

## Premios
| 1999 | Festival Nacional de Doma y Folklore de Jesús María (Consagración) |                                               | Ganador. |          |          |          |          |
| 1999 | Festival de Baradero (Revelación)                                  |                                               | Ganador. |          |          |          |          |
| 2000 | Festival de Cosquín (Consagración)                                 |                                               | Ganador. |          |          |          |          |
| 2011 | Premios Quiero                                                     | Video artista masculino de Si me pudieras ver | Nominado | Nominado | Nominado | Nominado | Nominado |
| 2025 | Premio Konex                                                       | Trayectoria última década                     | Ganador  | Ganador  | Ganador  | Ganador  | Ganador  |